# Amico Aspertini
Pour les articles homonymes, voir Aspertini.
Amico Aspertini (Bologne, 1474 - Bologne, 1552) est un peintre italien, fresquiste et enlumineur de la Renaissance, dont le style complexe, excentrique et éclectique posa les principes du maniérisme. Il est considéré comme le premier peintre de l'école bolonaise.
Il a peint pour l'essentiel des fresques, des décorations de façades et des retables.

## Biographie
Dans l'Oeuvre d'Amico Aspertini et pour une raison qui nous échappe, nombreuses sont les peintures qui nous semblent bizarres.
Giorgio Vasari le décrit comme ayant une personnalité excentrique, capable de travailler si vite et si rapidement que cela semble incroyable. Il applique simultanément le clair-obscur, la couleur claire dans une main, la couleur foncée dans l'autre, grâce au fait qu'il soit ambidextre.
Né à Bologne, fils du peintre Giovanni Antonio Aspertini et frère cadet d'un autre peintre Guido Aspertini, il y étudie avec des maîtres comme Lorenzo Costa et Francesco Francia.
Il se trouve à Rome en 1496 à l'époque de l'engouement pour l'Antiquité. Il y accompagne son père qui est attesté dans la ville le 12 février 1496, pour la décoration des portes de l'orgue de la basilique Saint-Pierre, représentant l'Histoire de Simon le Mage et le Martyre des apôtres Pierre et Paul. Ce sont les années où le jeune Amico erre dans les rues de Rome, visitant des monuments antiques, des églises, des grottes et des collections, à la recherche de sarcophages, de vases, de bustes et de fragments de toutes sortes, bref, tout ce qui pouvait rappeler à son esprit éduqué le charme de la ville antique dans les grands exemples du XVe siècle bolonais et dans les œuvres de Giovanni da Modena.

Ainsi, de retour à Bologne, il devient une figure centrale du nouveau goût « proto-classique », et collabore en 1505, avec les mêmes Francia et Costa à la peinture des fresques de l'oratoire de sainte Cécile à Basilique San Giacomo Maggiore, commandées par Giovanni II Bentivoglio.

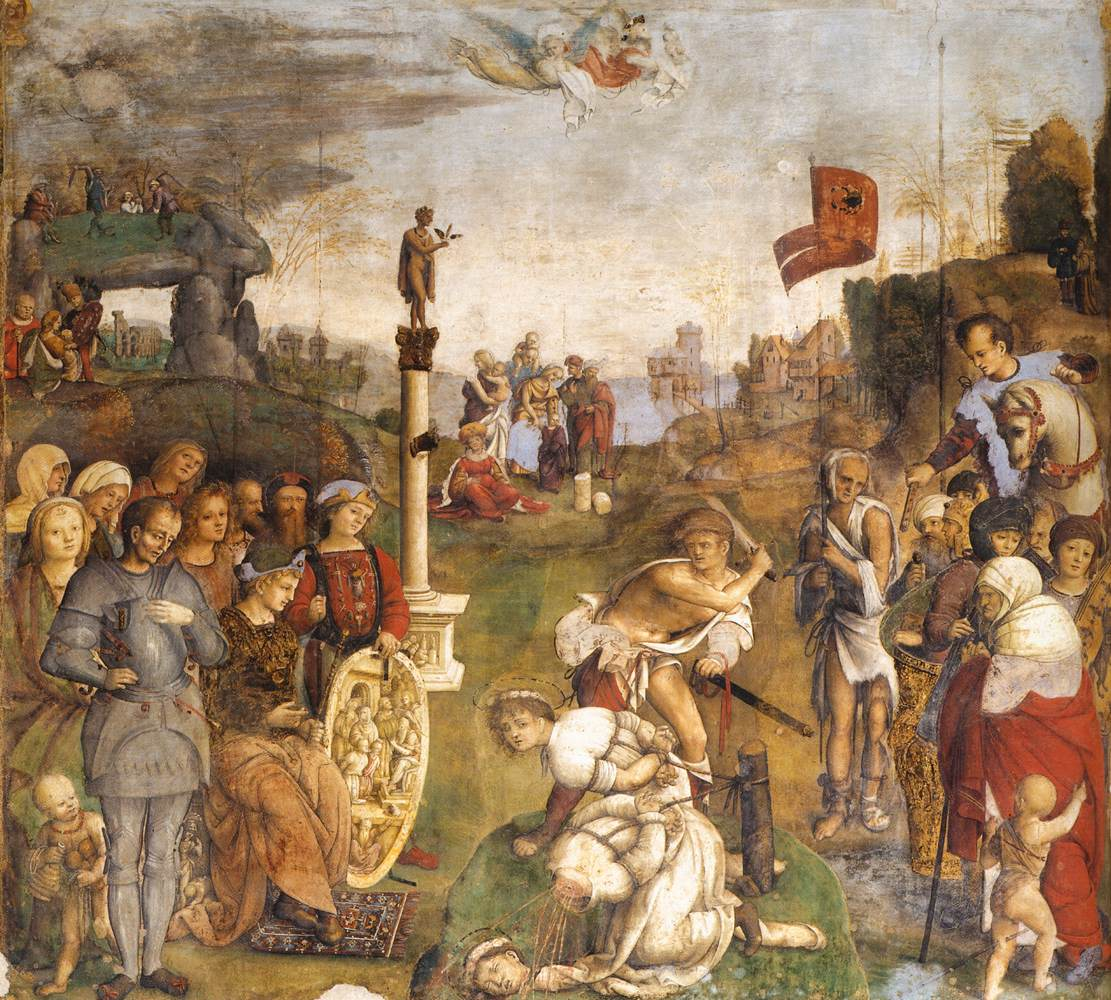
Martyr de Valérien et Tiburce, Oratoire de Sainte Cécile près de la Basilique San Giacomo Maggiore de Bologne
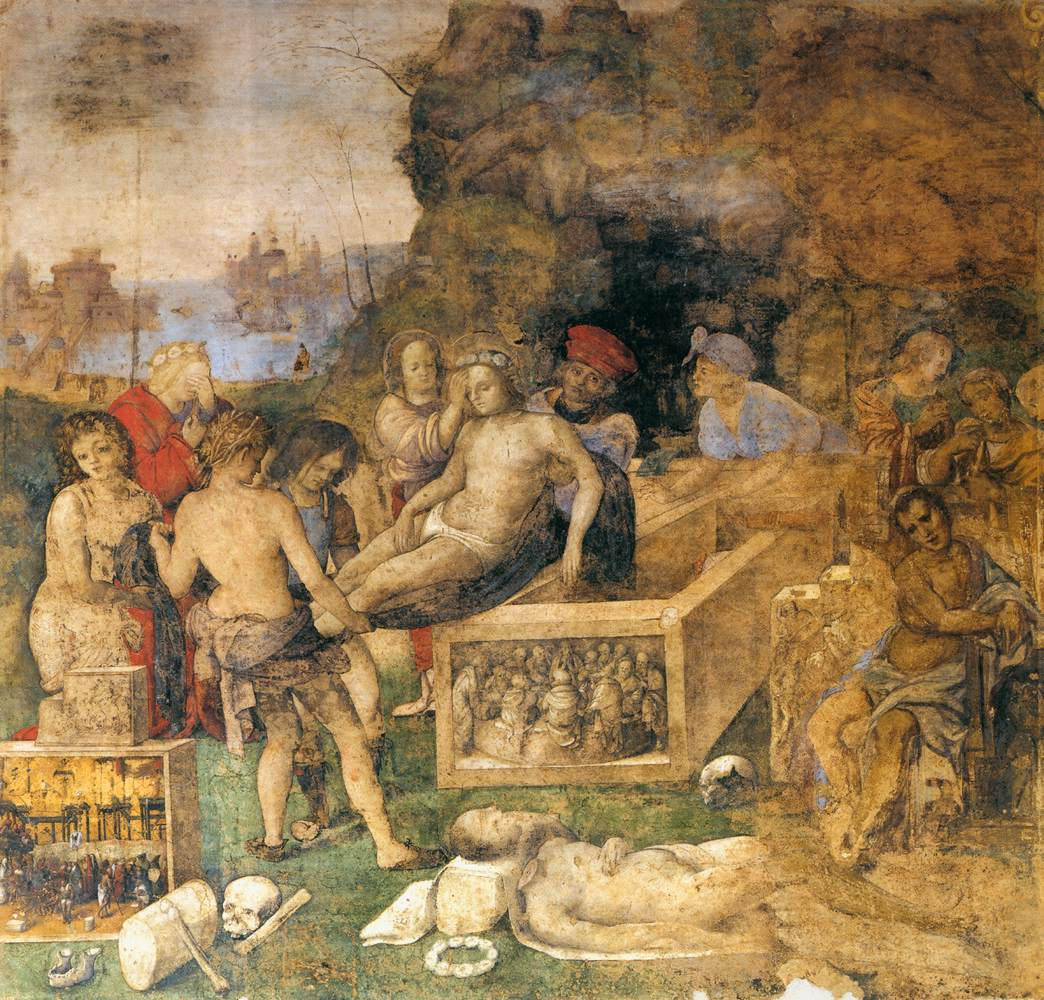
Sépulture de Valérien et Tiburce, Oratoire de sainte Cécile où l'on retrouve le souci du détail de l'enlumineur chez Aspertini

Après la chute des Bentivoglio, il se rend à Lucques, en 1508, où il peint un cycle de fresques majestueuses dans la chapelle de la Croix, à la Basilique San Frediano. 

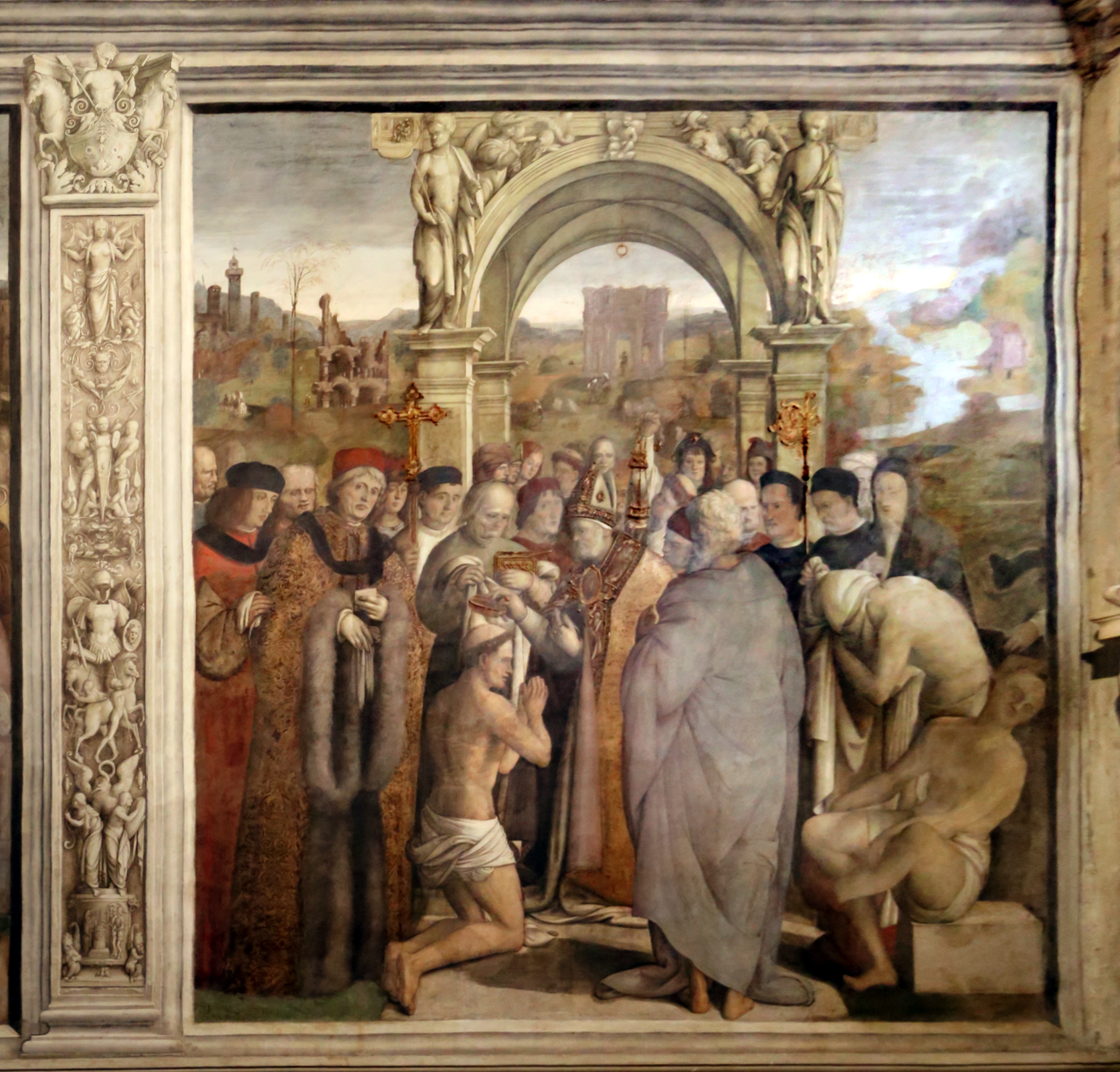
Baptême de saint Augustin
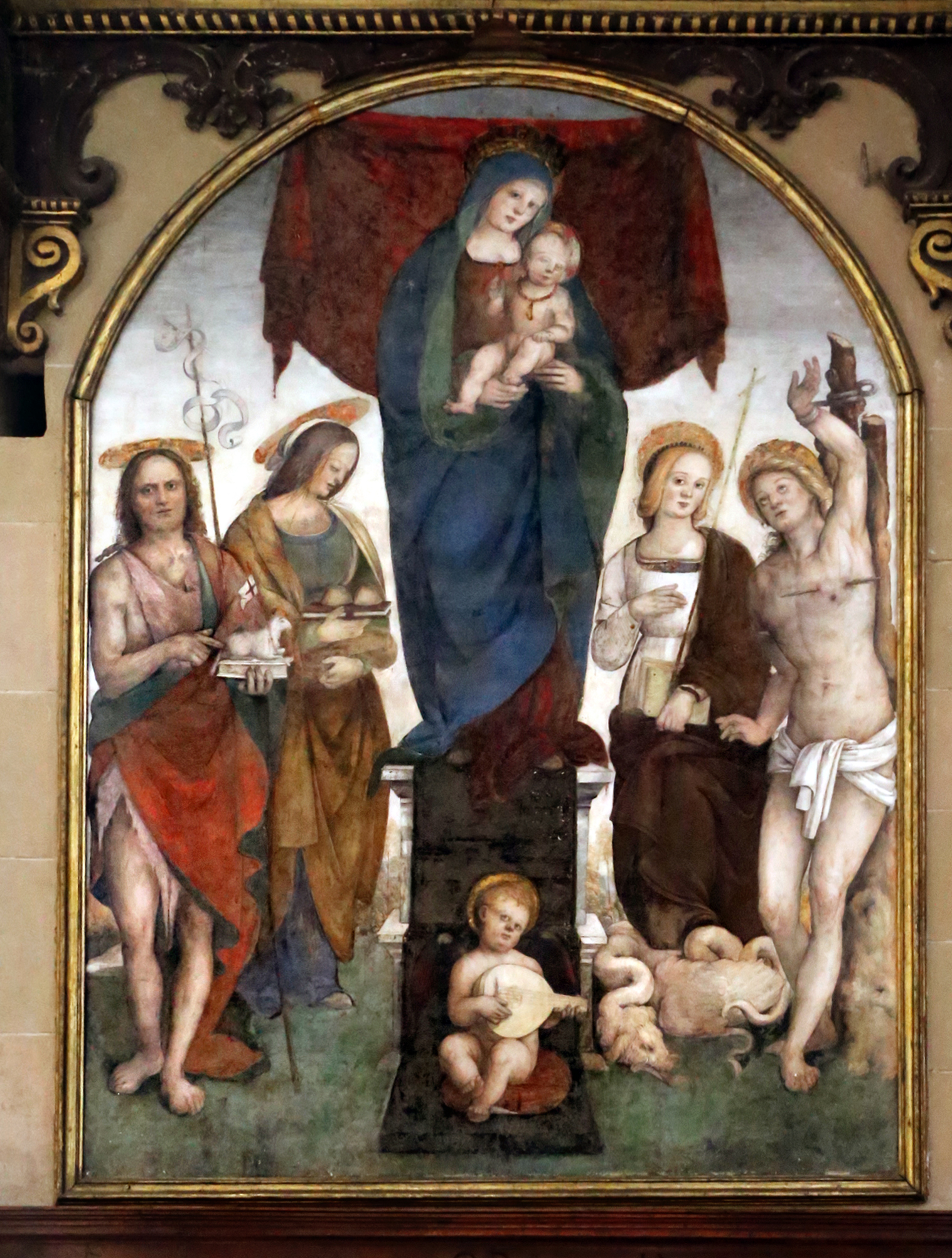
Madone à l'Enfant avec Saints, 1508-1509, Chapelle de Sant'Agostino
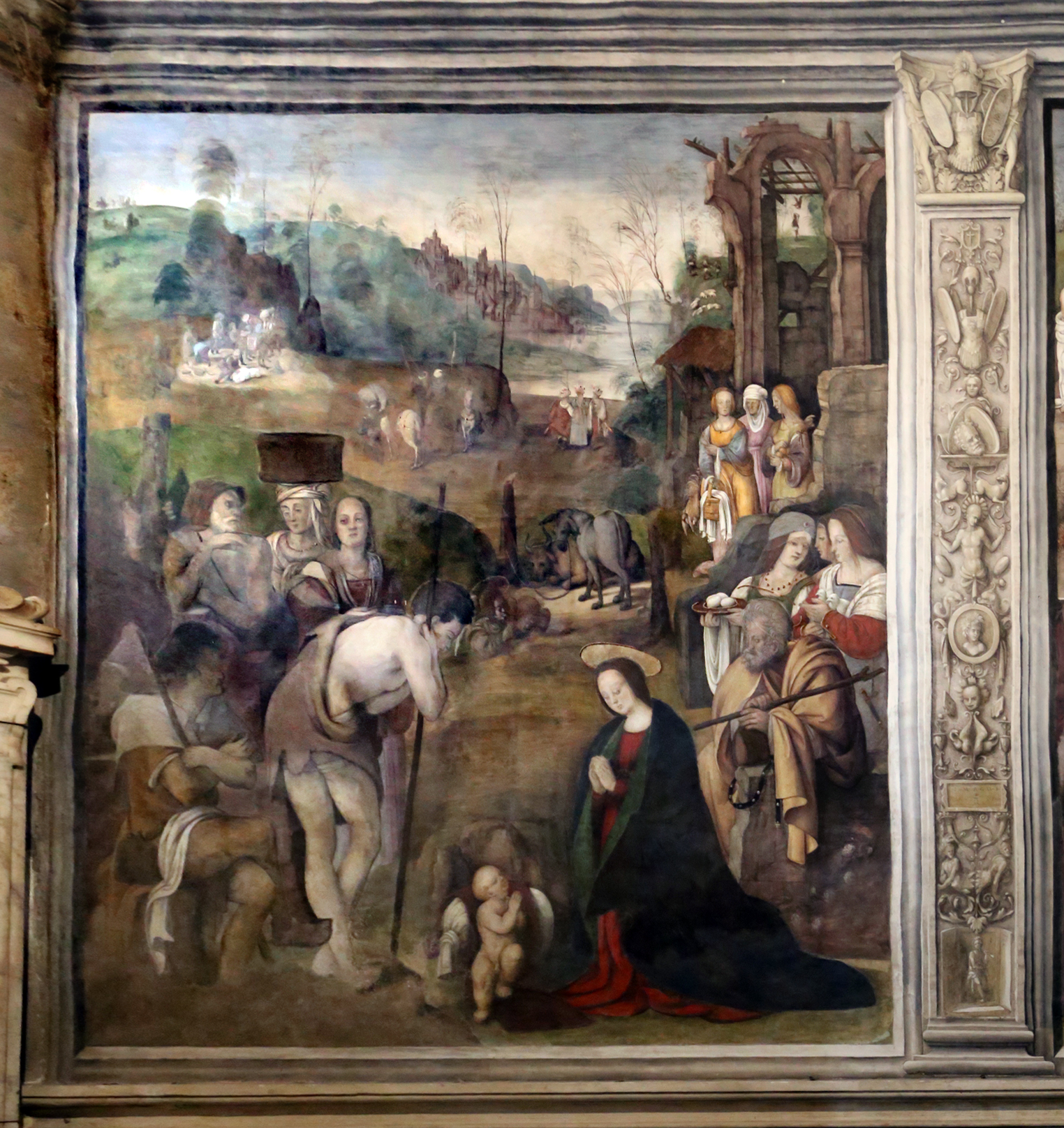
Nativité

Entre 1510 à 1531, il participe comme sculpteur aux travaux du portail de la Basilique de San Petronio à Bologne.
En 1519, il peint un retable pour cette même basilique, et en 1531, il reçoit commande des volets de l'orgue.
En 1529, il est un des deux artistes qui décorent l'arc de triomphe pour l'accueil du pape Clément VII et de l'empereur Charles Quint.
Il a aussi inspiré quelques gravures sur bois à Francesco Denanto.
Son imaginaire, comme celui du Ferrarais Ludovico Mazzolino, fut nourri par l'œuvre humaniste, teintée d'ésotérisme, d'Ercole de’ Roberti qui a stimulé leur goût pour la magie, le masque, le tragique et le grotesque. Ils bénéficièrent aussi de la puissance expressive de la peinture allemande qui s'est répandue dans la plaine émilienne grâce au gravures et aux voyages à Venise où la mode était aux écoles du Nord.

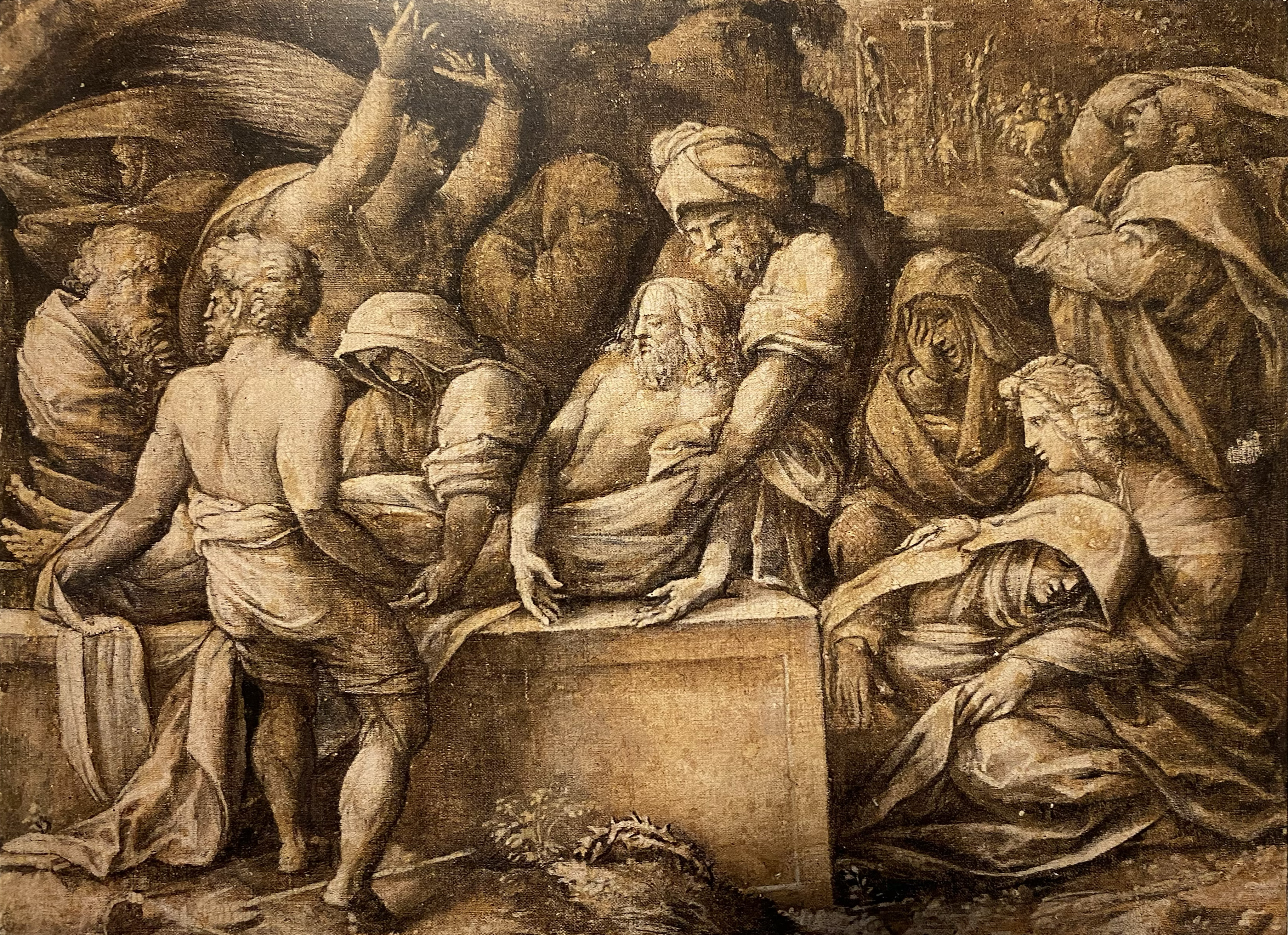
Mise au Tombeau, conservé au Musée du Louvre parmi la trentaine de dessins de l'artiste.

## Œuvres
- Profil de héros (1496), Christian Museum, Esztergom
- Adoration des bergers, Staatliche Museen Berlin
- Saint Cassiano, 1re moitié de XVIe siècle, panneau, 34 × 38 cm, Pinacothèque de Brera
- Peintures grotesques d'après l'antique, inspirées par la Domus Aurea de Néron
- Fresques, Oratoire de sainte Cécile, (1505), Basilique San Giacomo Maggiore (Bologne)
- Fresques de la chapelle de la Croix de la Basilique San Frediano (1508), Lucques
- Pietà avec les saints Marc, Ambroise, Jean et Antoine abbé (1519), Basilique San Petronio
- Adoration des bergers (1520), huile sur bois, 44 × 34 cm, Galerie des Offices, Florence[4]
- Ville en flammes avec figures dans le paysage, vers 1530, huile sur papier marouflé sur toile, 39 × 53 cm, collection Alana (acquisition en 2016), Newark (Delaware), États-Unis[5].
- Buffet des orgues : L'Évêque Célestin consacre saint Pétrone ; Pétrone entre à Bologne ; Le Prêche de Pétrone ; Pétrone fait un miracle (1531), Basilique San Petronio (Bologne)
- L'Enlèvement des Sabines et La Continence de Scipion, Museo del Prado, (Madrid)
- Cérémonie de baptême, tempera sur panneau, 62 × 75 cm, Vanderbilt University
- Livre d'heures de Bonaparte Ghislieri, quelques miniatures en collaboration avec Matteo da Milano et Le Pérugin, British Library Yates Thompson 29[6]

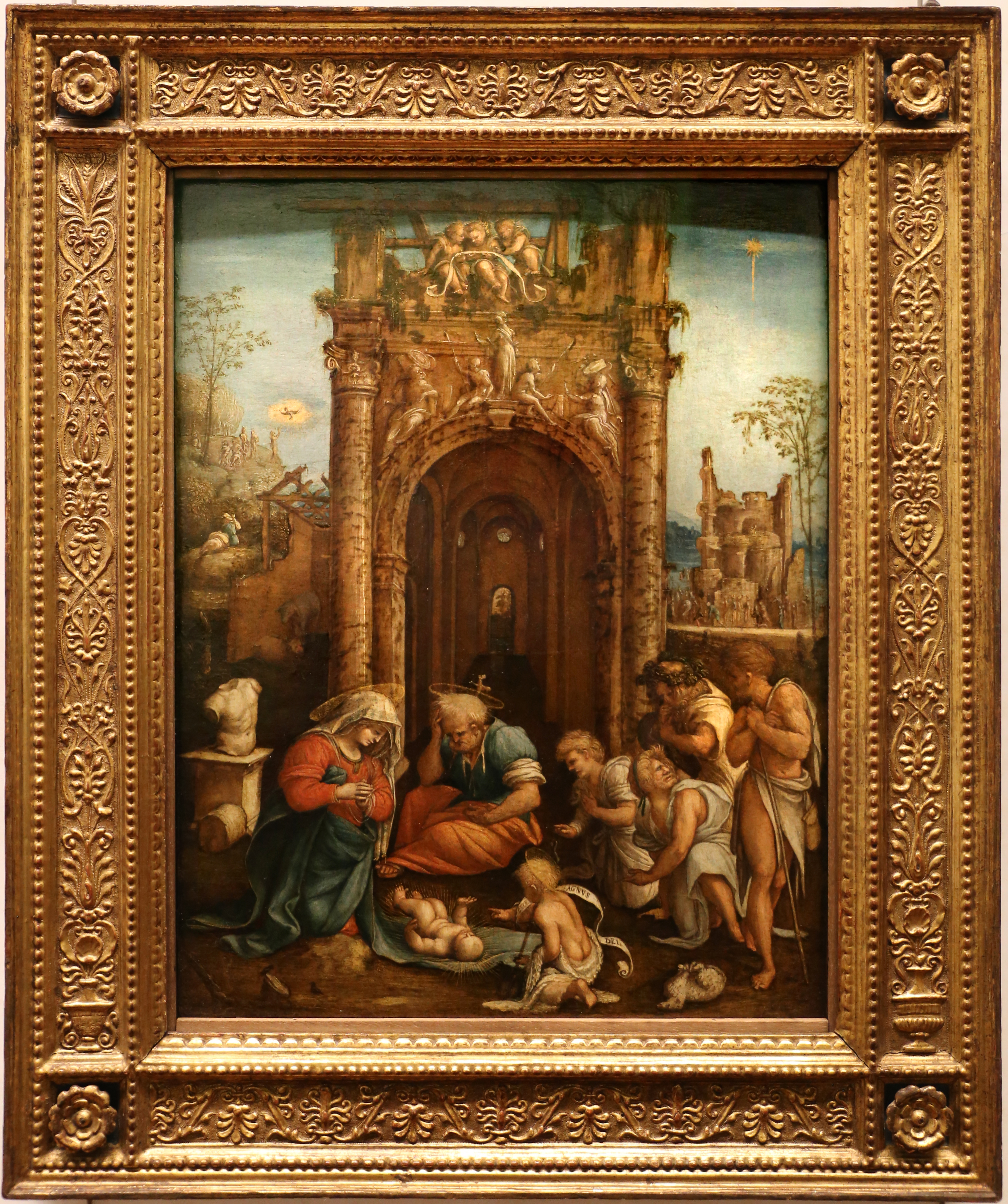
Adoration des pasteurs, env.1530, Galerie des Offices, Florence
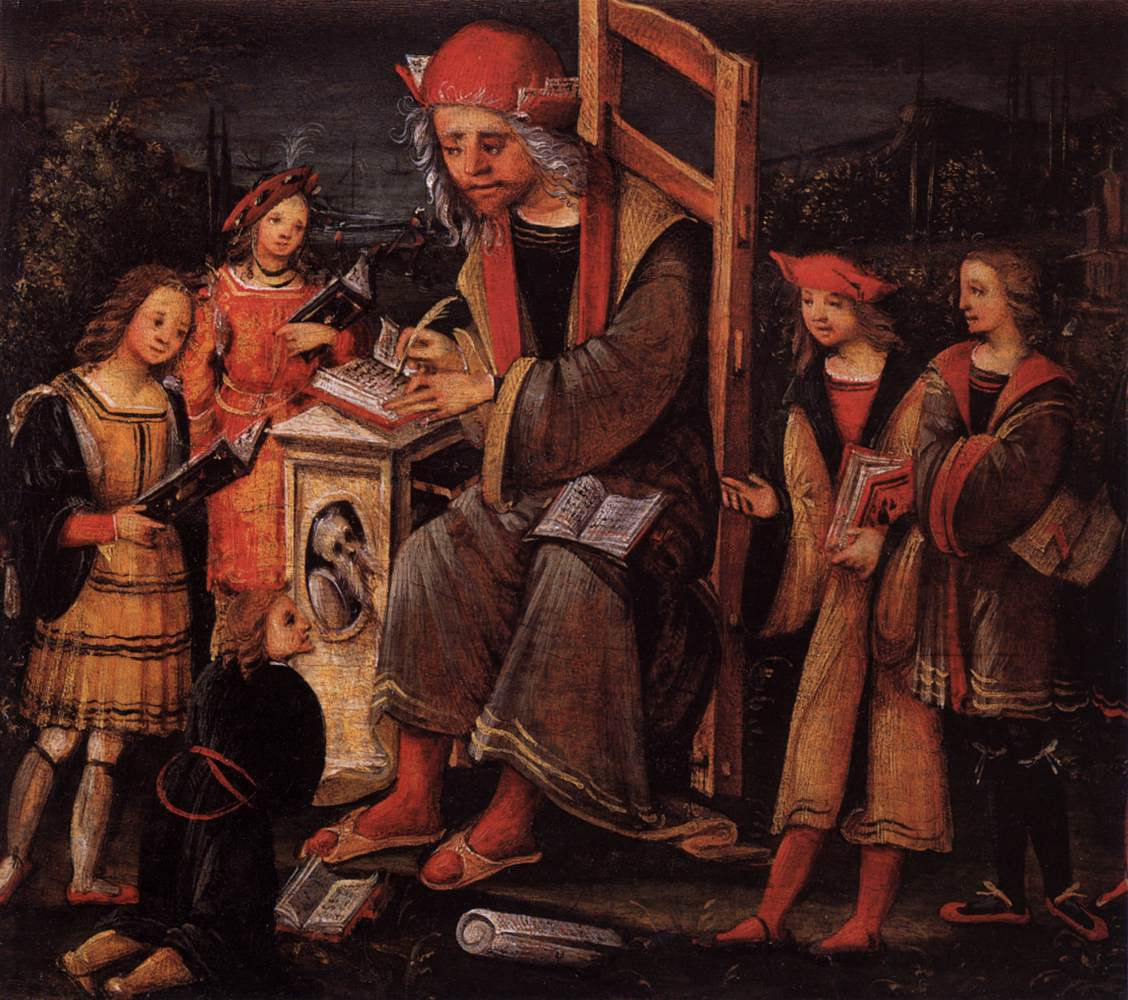
Saint Cassiano, Pinacothèque de Brera, Milan
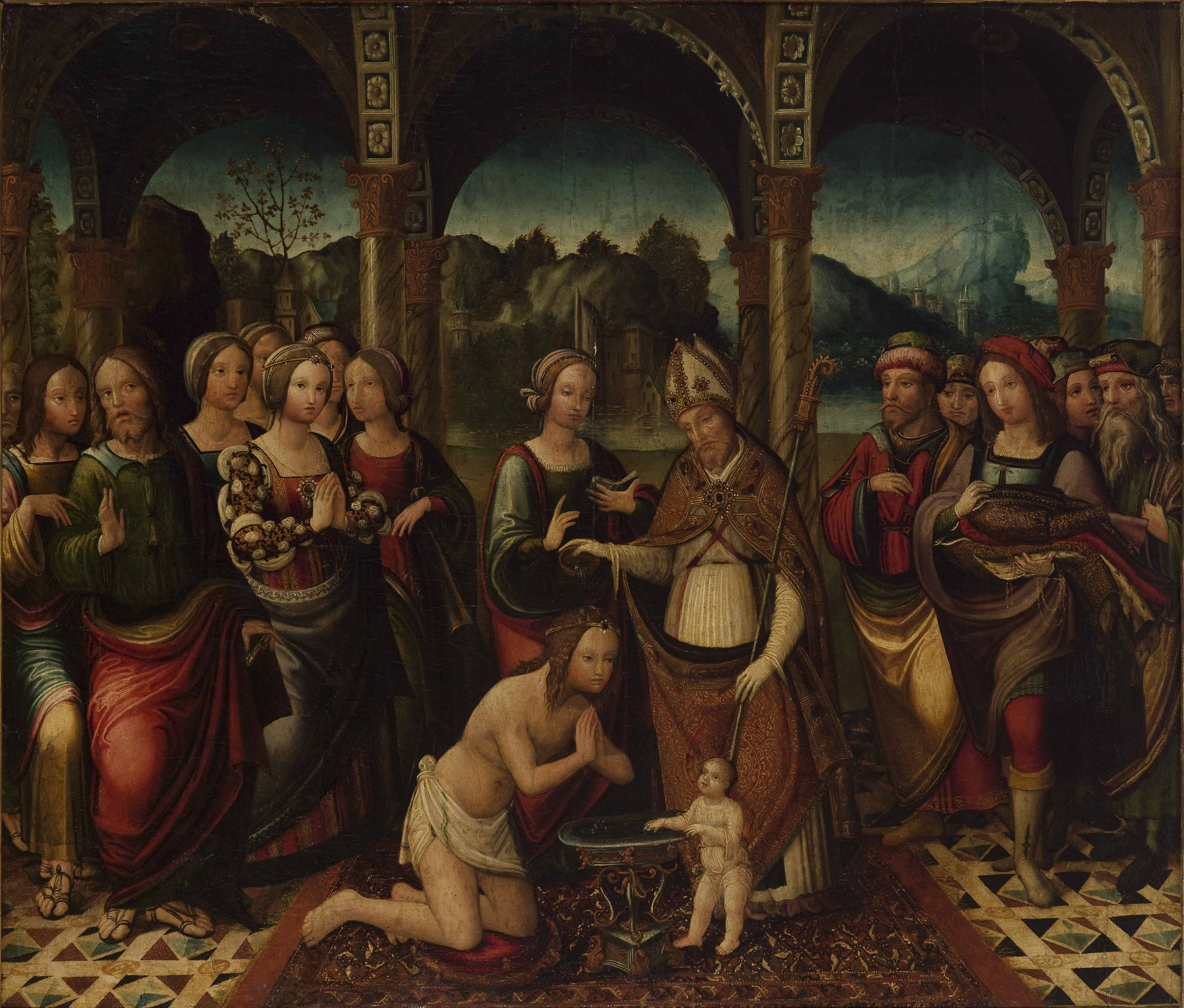
Cérémonie du Baptême, Musée d'Art de Nashville, États-Unis
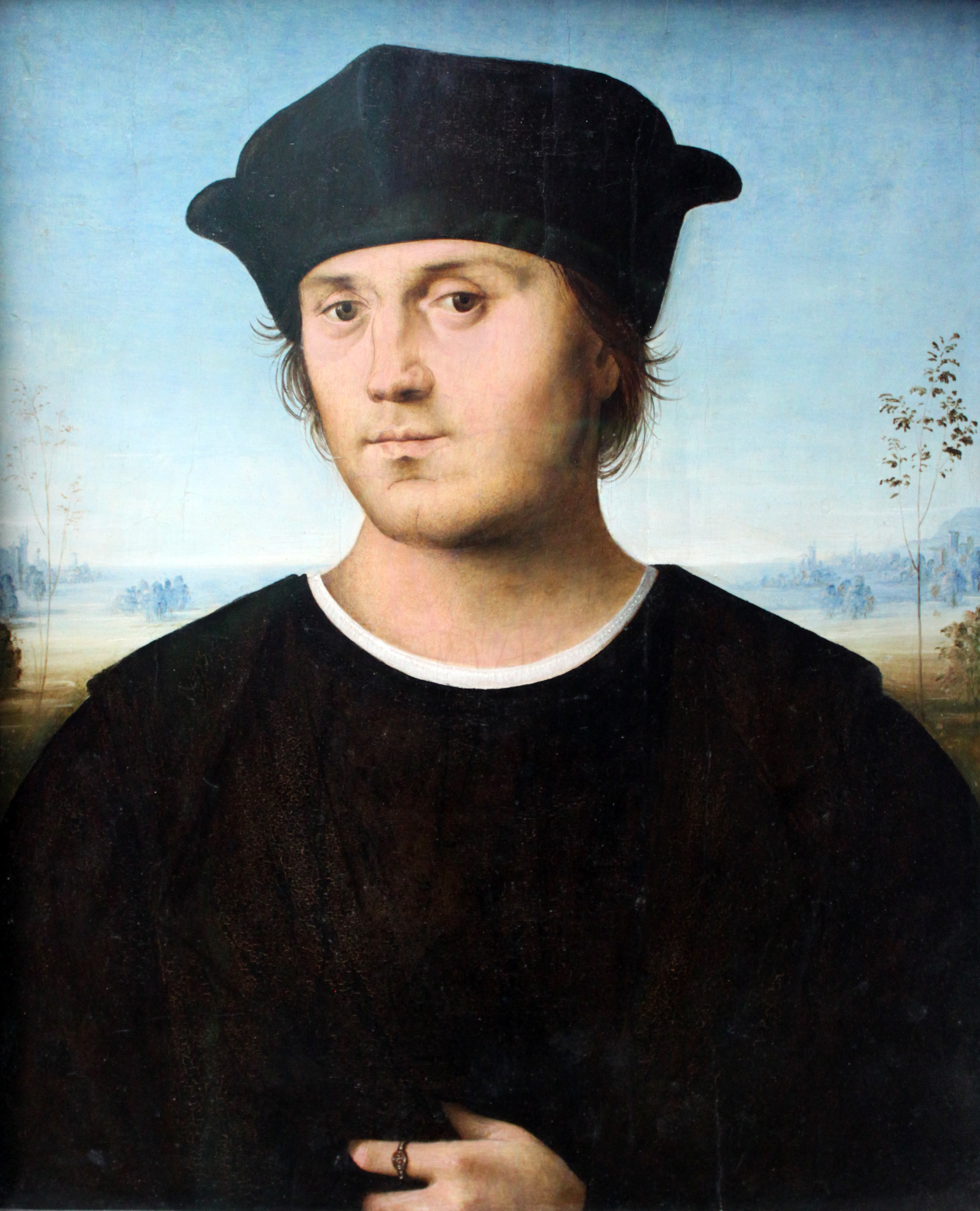
Portrait d'homme, 1505, musée Städel, Francfort-sur-le-Main